# Hrabstwo St. Clair (Illinois)
Hrabstwo St. Clair – hrabstwo w USA, w stanie Illinois, według spisu z 2000 roku liczba ludności wynosiła 256 082. Siedzibą hrabstwa jest Belleville.

## Geografia
Według spisu hrabstwo zajmuje powierzchnię 1746 km², z czego 1719 km² stanowią lądy, a 26 km² (1,51%) stanowią wody.

### Miasta
- Belleville
- Centreville
- East St. Louis
- Fairview Heights
- Lebanon
- Mascoutah
- O’Fallon

### CDP
- Darmstadt
- Floraville
- Paderborn
- Rentchler

### Wioski
- Alorton
- Brooklyn
- Cahokia
- Caseyville
- Dupo
- East Carondelet
- Fairmont City
- Fayetteville
- Freeburg
- Lenzburg
- Marissa
- Millstadt
- New Athens
- Sauget
- Shiloh
- Smithton
- St. Libory
- Summerfield
- Swansea
- Washington Park

### Sąsiednie hrabstwa
- Hrabstwo Madison – północ
- Hrabstwo Clinton – północny wschód
- Hrabstwo Washington – wschód
- Hrabstwo Randolph – południe
- Hrabstwo Monroe – południowy zachód

Stan Illinois na mapie USA

- Hrabstwo St. Louis – zachód

## Historia
Hrabstwo jest częścią metropolii St. Louis. Jest pierwszym hrabstwem powstałym w stanie Illinois i powstało jako część Północnozachodniego Terytorium w 1790 roku. Swoją nazwę obrało na cześć Arthura St. Clair, gubernatora Północnozachodniego Terytorium, który przyczynił się do powstania hrabstwa.

## Demografia
Według spisu z 2000 roku hrabstwo zamieszkuje 256 082 osób, które tworzą 96 810 gospodarstw domowych oraz 67 282 rodzin. Gęstość zaludnienia wynosi 149 osób/km². Na terenie hrabstwa jest 104 446 budynków mieszkalnych o częstości występowania wynoszącej 61 budynków/km². Hrabstwo zamieszkuje 67,94% ludności białej, 28,77% ludności czarnej, 0,26% rdzennych mieszkańców Ameryki, 0,91% Azjatów, 0,05% mieszkańców Pacyfiku, 0,80% ludności innej rasy oraz 1,29% ludności wywodzącej się z dwóch lub więcej ras, 2,19% ludności to Hiszpanie, Latynosi lub inni.
W hrabstwie znajduje się 96 810 gospodarstw domowych, w których 34,50% stanowią dzieci poniżej 18 roku życia mieszkający z rodzicami, 48,10% małżeństwa mieszkające wspólnie, 17,10% stanowią samotne matki oraz 30,50% to osoby nie posiadające rodziny. 25,90% wszystkich gospodarstw domowych składa się z jednej osoby oraz 17,60% żyje samotnie i ma powyżej 65 roku życia. Średnia wielkość gospodarstwa domowego wynosi 2,59 osoby, a rodziny wynosi 3,13 osoby.
Przedział wiekowy populacji hrabstwa kształtuje się następująco: 27,70% osób poniżej 18 roku życia, 8,90% pomiędzy 18 a 24 rokiem życia, 29,20% pomiędzy 25 a 44 rokiem życia, 21,10% pomiędzy 45 a 64 rokiem życia oraz 13,20% osób powyżej 65 roku życia. Średni wiek populacji wynosi 35 lat. Na każde 100 kobiet przypada 91,40 mężczyzn. Na każde 100 kobiet powyżej 18 roku życia przypada 87,20 mężczyzn.
Średni dochód dla gospodarstwa domowego wynosi 39 148 USD, a średni dochód dla rodziny wynosi 47 409 dolarów. Mężczyźni osiągają średni dochód w wysokości 36 569 dolarów, a kobiety 25 773 dolarów. Średni dochód na osobę w hrabstwie wynosi 18 932 dolarów. Około 11,80% rodzin oraz 14,50% ludności żyje poniżej minimum socjalnego, z tego 21,60% poniżej 18 roku życia oraz 9,80% powyżej 65 roku życia.

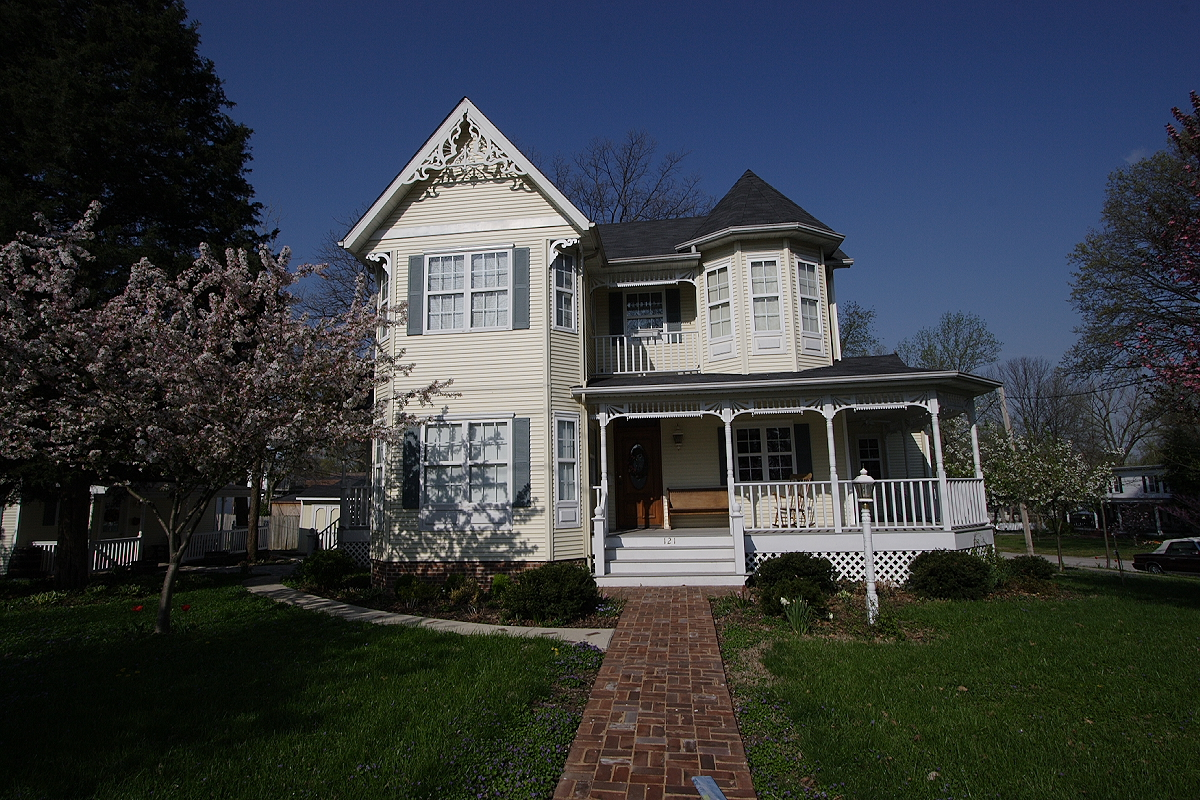
Lebanon historic district

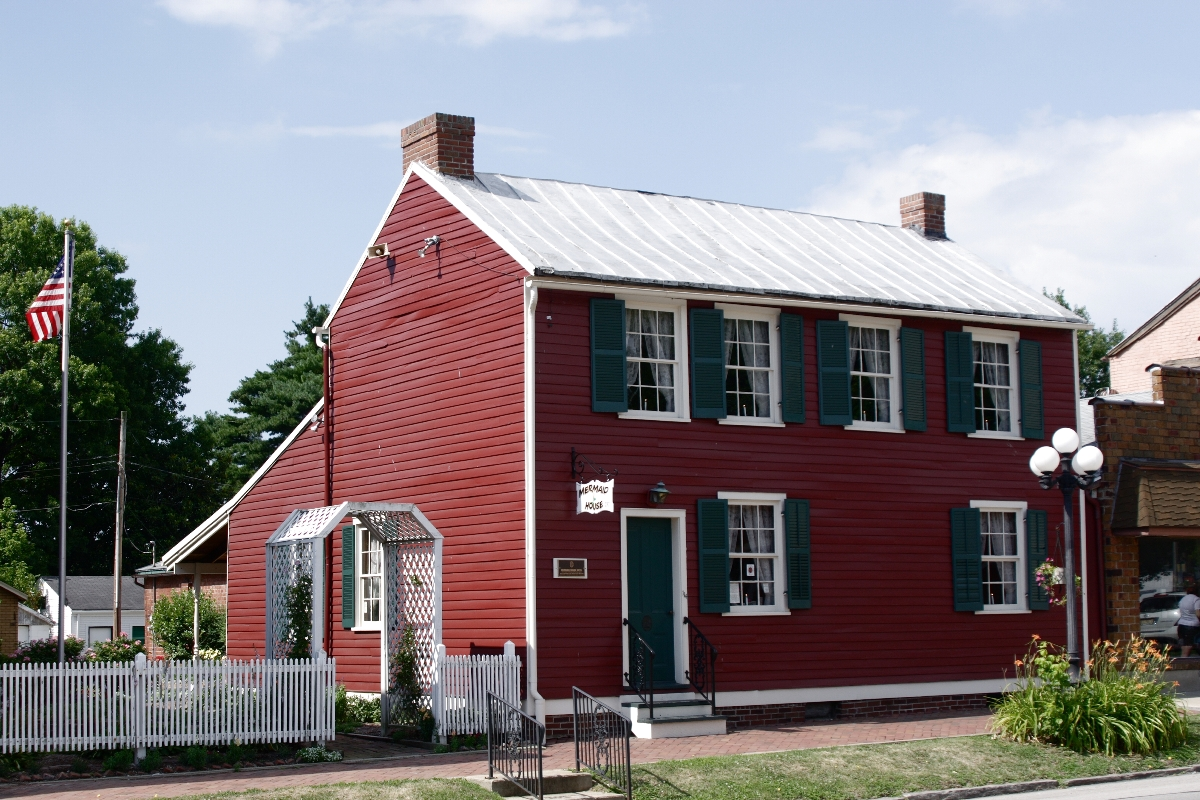
Lebanon Mermaid House Hotel